# Lancashire Wolverines
I Lancashire Wolverines sono una squadra di football americano di Blackburn, in Inghilterra, fondata nel 1989, chiusa nel 2004 e rifondata lo stesso anno.

## Dettaglio stagioni

### Tornei nazionali

#### Campionato

##### BAFA NL Premiership
| Stagione | regular season | regular season | regular season | regular season | regular season | regular season | playoff | playoff | playoff | playoff | playoff | playoff          | playoff      |
|          | Vin            | Par            | Per            | Tot            | PF             | PS             | Vin     | Per     | Tot     | PF      | PS      | risultato        | avversaria   |
| -------- | -------------- | -------------- | -------------- | -------------- | -------------- | -------------- | ------- | ------- | ------- | ------- | ------- | ---------------- | ------------ |
| 2014     | 6              | 0              | 3              | 9              | 224            | 127            | 0       | 1       | 1       | 6       | 53      | Quarti di finale | London Blitz |
| 2015     | 7              | 0              | 3              | 10             | 283            | 134            | -       | -       | -       | -       | -       | -                | -            |
| 2016     | 3              | 0              | 7              | 10             | 153            | 255            | -       | -       | -       | -       | -       | -                | -            |
| 2017     | 0              | 0              | 10             | 10             | 112            | 418            | -       | -       | -       | -       | -       | -                | -            |
| Totale   | 16             | 0              | 23             | 39             | 772            | 934            | 0       | 1       | 1       | 6       | 53      |                  |              |

Fonti: Enciclopedia del Football - A cura di Massimo Mezzetti

##### BAFA NL Division One
| Stagione | regular season | regular season | regular season | regular season | regular season | regular season | playoff | playoff | playoff | playoff | playoff | playoff          | playoff           |
|          | Vin            | Par            | Per            | Tot            | PF             | PS             | Vin     | Per     | Tot     | PF      | PS      | risultato        | avversaria        |
| -------- | -------------- | -------------- | -------------- | -------------- | -------------- | -------------- | ------- | ------- | ------- | ------- | ------- | ---------------- | ----------------- |
| 2018     | 7              | 1              | 2              | 10             | 372            | 161            | 0       | 1       | 1       | 7       | 44      | Quarti di finale | Leicester Falcons |
| 2022     | 4              | 0              | 6              | 10             | 223            | 408            | -       | -       | -       | -       | -       | -                | -                 |
| Totale   | 11             | 1              | 8              | 20             | 595            | 569            | 0       | 1       | 1       | 7       | 44      |                  |                   |

Fonti: Enciclopedia del Football - A cura di Massimo Mezzetti

### Riepilogo fasi finali disputate
| Anno           | Luogo | Evento               | Fase del torneo  | Incontro                                  | Risultato |
| 24 agosto 2014 |       | BAFA NL Premiership  | Quarti di finale | London Blitz - Lancashire Wolverines      | 53 - 6    |
| 19 agosto 2018 |       | BAFA NL Division One | Quarti di finale | Leicester Falcons - Lancashire Wolverines | 44 - 7    |